# Ars Aemula Naturae
Ars Aemula Naturae (de kunst wedijvert met de natuur) is een hedendaagse kunstenaarsvereniging in de Nederlandse stad Leiden. Als voortzetting van de in 1694 door de schilders Willem van Mieris en Carel de Moor opgerichte schildersacademie is het de oudste vereniging van beeldend kunstenaars van Nederland. De vereniging heeft ruim 90 professioneel werkende leden en organiseert cursussen in verschillende disciplines van de beeldende kunst. In de eigen galerie zijn er regelmatig exposities van actueel werk van leden en niet-leden.

## Gebouw
Het genootschap is gevestigd in een 17e-eeuws aanzienlijk herenhuis in de binnenstad van Leiden. De oudste vleugel dateert van 1619. De poort naar de binnenplaats en ingang is onderdeel van een lagere aanbouw uit 1689 met een gesmeed stoephek. Sinds de restauratie in 1922 is Ars Aemula Naturae de enige gebruiker van het gebouw, dat in 1968 als rijksmonument werd aangewezen.

## Varia
- De naam is een citaat van Apuleius (Metamorphoses 2, 4)
- Jan Wolkers baseerde een deel van zijn roman Kort Amerikaans op zijn eigen  onderduiktijd in het gebouw van Ars Aemula Naturae.
- Op 4 september 1944 werd de eerste jubileumexpositie geopend ter gelegenheid van het 300-jarig bestaan van het genootschap Ars Aemula Naturae.[2]

## Afbeeldingen

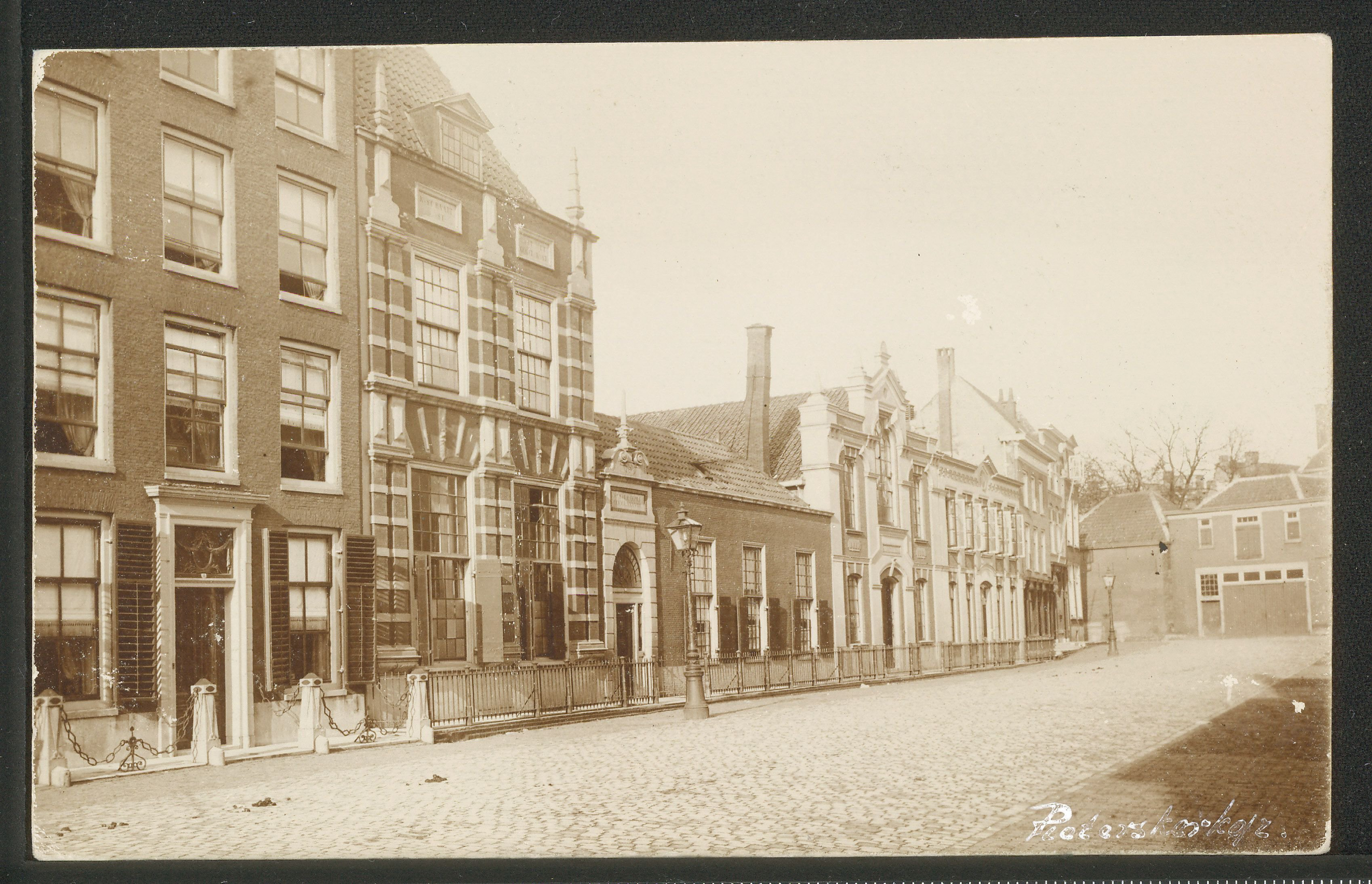
Straatbeeld (1860)
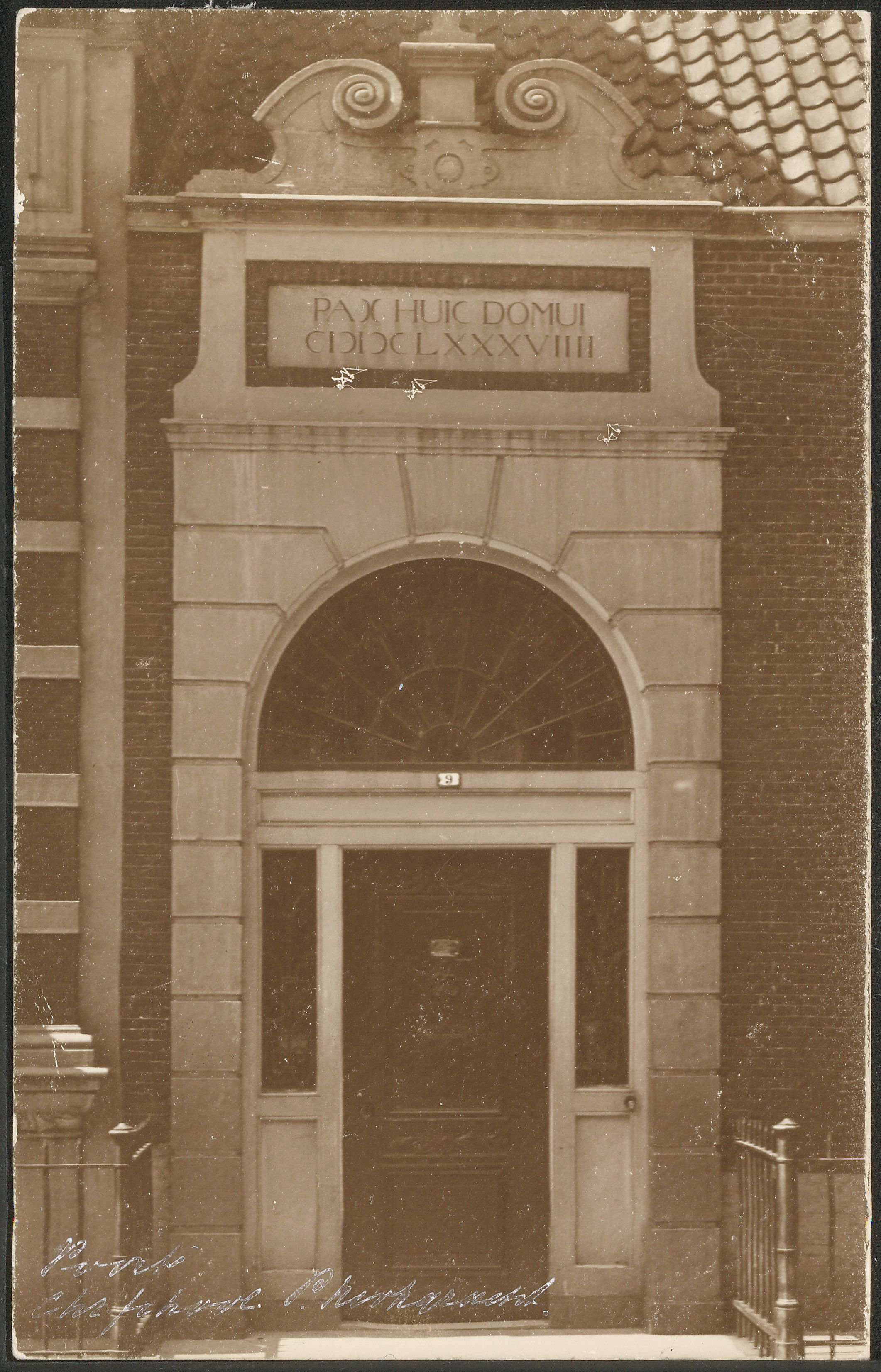
Toegangspoort (1860)
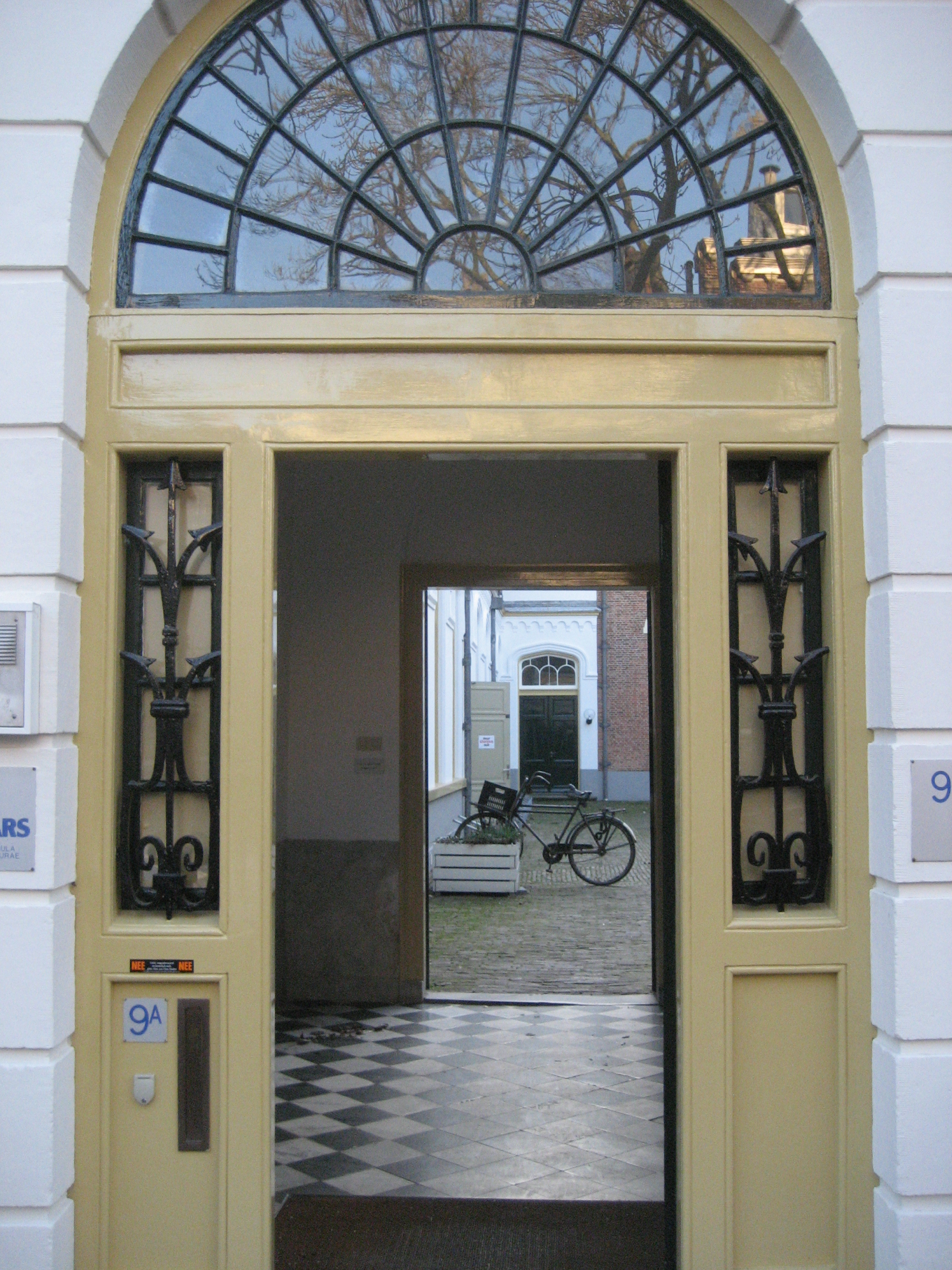
Toegang (2014)

- RKD-Nederlands Instituut voor Kunstgeschiedenis: 448445
- Virtual International Authority File: 234343077